# Gà đồng
Gà đồng (danh pháp hai phần: Gallicrex cinerea) là một loài chim thuộc Họ Gà nước. Đây là loài duy nhất trong chi Gallicrex. Môi trường sống sinh sản của chúng là các đầm lầy khắp châu Á như Ấn Độ, Pakistan, Sri Lanka vào nam Trung Quốc, Nhật Bản, Indonesia và Việt Nam. Chúng làm tổ ở một vị trí khô trên mặt đất trong thảm thực vật đầm lầy, đẻ 3-6 quả trứng. Con trống trưởng thành dài 43 cm (17 in) và cân nặng 476–650 g (1,049–1,433 lb). Chim mái có kích thước nhỏ hơn, dài 36 cm (14 in) và nặng 298–434 g (10,5–15,3 oz). Chúng là loài chim ồn ào, đặc biệt là vào lúc bình minh và hoàng hôn, với tiếng kêu "cúm cúm", vì thế còn có tên địa phương là cúm cúm hoặc cúm núm.